# Limba ladino
Limba ladino este un grai castilian vechi vorbit vreme de peste un mileniu de evreii din Peninsula Iberică, și cristalizat și conservat de ei în țările de exil unde au ajuns după izgonirea lor de către regii catolici în 1492 (din Spania) și 1498 (din Portugalia). Este cunoscută și ca limba iudeo-spaniolă sau judezmo.
Nu trebuie confundată cu limba ladină, o limbă romanică retică (rețiană) vorbită în zona munților Dolomiți din Italia.

## Rădăcinile
Între evreii care au locuit în Oran în Algeria a circulat o formă de ladino numită tetuani - (după orașul Tetuan de unde provenea ), iar în nordul Marocului o formă numită haketiye - influențată de limba arabă marocană. 
Cărturarul Haim Vidal Sephiha face distincție între ladino și iudeo-spaniolă. După el, ladino - așa numita iudeo-spaniolă calchiată - este o formă a cărei sintaxă e foarte influențată de cea ebraică și a servit mai ales la traducerea textelor liturgice și religioase. Ea a fost prezervată mai mult în comunitățile sefarde din Anglia, America de Nord și Olanda, care au trecut mai repede la folosirea curentă a limbilor țărilor de adopțiune - engleza și respectiv, olandeza.
În schimb, iudeo-spaniola "vernaculară" sau judezmo este limba vorbită, cu sintaxă romanică ca și cea a spaniolei, și care vreme de secole a fost folosită în familie și în cartier de evreii sefarzi din Balcani, Turcia, Palestina, Italia și de cei din Maroc, Algeria și Egipt.

## Actual
Astăzi însă, termenii de ladino și iudeo-spaniolă sunt în general considerați sinonimi.
Vorbitorii de ladino - evreii spanioli și portughezi și urmașii lor se numesc evrei sefarzi sau sfaradim - după numele ebraic medieval al Spaniei - S'farad (ספרד). În Israel ei sunt uneori numiți „Sfaradim tehorim”, „sefarzi puri”, or pe scurt „Sameh Tet” ס"ט  (după literele initiale) pentru a se diferentia de termenul lărgit de sefarzi sau „sfaradim” care se referă la toți evreii de rit sefard (nusah hasefaradim) sau orientali (adot hamizrah) a căror majoritate nu sunt originari din Peninsula Iberică și nu au vorbit niciodată spaniola sau ladino.

## Răspândire
Limba ladino a fost vreme de cinci secole limba maternă a majorității evreilor din Turcia, Grecia, Macedonia, Bulgaria, Bosnia, de asemenea a unei părți din evreii din Italia, Maroc, Egipt, Palestina , și Siria.
De asemenea, a fost întrebuințată (cu rezervele menționate de Vidal Saphiha) și între evreii sefarzi din Anglia, Olanda, America de Nord, Caraibe (Curaçao, Trinidad, Porto Rico etc), Brazilia și Mexic. 
În România evreii sefarzi au înființat în secolul 15-16 primele comunități evreiești, iar vechimea lor in țară, apropierea limbii ladino de limba română și numărul lor mai mic, a făcut ca ei să beneficieze mai curând de încetățenirea individuală legiferată în România după independență la sfârșitul secolului al 19-lea.
Circulația limbii ladino, (asemănător cu cea a limbii idiș, limba folosită în trecut de către milioane de evrei așkenazi), a scăzut extrem de mult în urma pieirii multor comunități evreiești (Grecia, Bosnia, Olanda) în Holocaust, precum și în urma aculturației - a trecerii la uzul ebraicei moderne în Israel și la cel al limbilor oficiale ale diverselor țări ale Diasporei (engleza, turca, franceza, bulgara, româna etc) 
În Israel, limba ladino este vorbită de circa 100.000 persoane - majoritatea evrei originari din Bulgaria, Turcia, Grecia - și de unii din evreii proveniți din Maroc, Egipt, sau din comunitățile vechi sefarde din Ierusalim și Galileea.
În Turcia limba mai este vorbită de circa 8000 persoane, iar în Grecia de circa o mie.
(Notă: Evreii de rit oriental, definiți mai corect ca 'evrei orientali' - ebr. mizrahim - din țările arabe, inclusiv Yemen si Irak, cei din Iran, Caucaz, Asia centrală și India sunt denumiți și ei în ultimul secol "sefarzi" în sensul larg, din cauza ritului lor liturgic asemănător sau identic cu cel al evreilor ieșiți din Peninsula Iberică. În realitate, evreii sefarzi autentici (sau "sefarzi puri" - s'faradim tehorim sau "sameh tet" după literele ebraice inițiale ale acestor cuvinte) sunt cei care în cursul veacurilor au fost vorbitori de limbă ladino sau iudeo-spaniolă.

## Literatura în ladino
Literatura in ladino s-a dezvoltat încă în Spania, unde s-au tradus în această limbă mai ales scrieri religioase din ebraică și arameică.
După expulzarea evreilor din Peninsulă Iberică, în noile țări de adopțiune a crescut și mai mult această activitate de traducere.
Pe lângă traduceri ale Bibliei ebraice (Tanah) s-a tradus codexul juridic iudaic Șulhan Aruh (Shulkhan Arukh) (care deja în originalul ebraic conținea câțiva termeni împrumutați din ladino sau din castiliana contemporană)., de asemenea scrieri didactice și de morală ca de pildă Shevet Musar שבט מוסר.
Creația cea mai importantă în limba ladino este cartea cu caracter enciclopedic "Me'am lo'ez" "מעם לועז"- (titlul în ebraică - însemnând aproximativ "De la alții adunate") a rabinului Yakov Kuli (Yaakov Kuli) din Istanbul, conținând povestiri - midrașim - și comentarii. 
Literatura laică în ladino a cuprins în principal romanse, balade populare transmise oral. De la finele secolului al 19-lea a început să se traducă în ladino și literatură străină, mai ales franceză.
De asemenea s-au scris cărți în domeniul istoriei și popularizării științei, ca de pildă "Istoria evreilor" în 13 volume. 
Au existat și un număr de dramaturgi care au descris în piesele lor viața comunitară și personaje din trecut.
Între cercetătorii limbii ladino s-au distins și unii din Europa de est, precum Marius Sala în România, Iakov Malkiel in Ucraina, M. Gabinski în Republica Moldova. 
Între figurile spirituale renumite ale iudaismului sefard care au activat în România se pot menționa Moses Gaster, rabin și filolog, ulterior șef rabin sefard (haham) al Angliei, rabinul Reuven Israel , rabin în Rodos, și care a fost într-o vreme rabinul comunității sefarde din Craiova și a lăsat (în ebraică) un material documentat asupra vieții religioase în România
și rabinul Haim Enrique Bejerano care a lucrat ca profesor și director al școlii sefarde din București, iar mai târziu a fost locțiitor de Haham bașa al evreilor din Turcia. 
Oameni de litere si ziariști ca Alexandru Vona (? - 2005 Paris),
Raoul Siniol, Esdra Alhasid, muzicieni precum Clara Haskil , Filip Lazăr, Leon Algazi, Mauriciu Cohen Lânaru, Dan Mizrahi, Alexandru Mandi, editori ca Leon Alcalay, oameni de știință ca Jacob Levy Moreno, Nicolae Cajal, David Emanuel, oameni de teatru ca Alexandru Finți, Moscu Alcalay s-au numărat printre personalitățile sefarde născute în România.